# Chordophora incaria
Chordophora incaria är en fjärilsart som beskrevs av Achille Guenée 1858. Chordophora incaria ingår i släktet Chordophora och familjen mätare. Inga underarter finns listade i Catalogue of Life.